# تروفيو بالما 2016
تروفيو بالما 2016 (بالإسبانية: Trofeo Playa de Palma 2016 )‏ هو سباق دراجات هوائية، وهو الموسم رقم 25 من نفس السباق، وأقيم في 31 يناير 2016، وامتدّ لمسافة 161 كيلومتر، وهو أحد سباقات طواف أوروبا للدراجات 2016، وهو من نوع سباق الدراجات، وقد شارك في السباق 167 متسابقاً ووصل إلى نهايته 149 متسابقاً.
فاز فيه بالمركز الأول أندريه جريبيل، وبالمركز الثاني ناصر بوهاني، وبالمركز الثالث ديلن بيج، والفائز حسب ترتيب السرعة لويس ماس، والفريق الفائز في ترتيب الفرق Roth 2016.

## الفرق
| فرق عالمية (9)- Cannondale - Dimension Data - Etixx-Quick Step - FDJ - IAM Cycling - Lotto-Soudal - موفيستار - Sky - Trek-Segafredo فرق قارية محترفة (5)- Bora-Argon 18 - كاجا رورال-سيغوروس 2016 ‏ - Cofidis, Solutions Crédits - غازبروم روسفيلو ‏ - Akros–Excelsior–Thömus ‏ فرق قارية (5)- برجس بي إتش 2016 ‏ - موسم يوسكادي مورياس 2016 ‏ - GM Europa Ovini ‏ - Lokosphinx ‏ - بايك أيد ‏ فرق وطنية (2)- فريق إسبانيا لركوب الدراجات للرجال 2016 ‏ - فريق المملكة المتحدة لركوب الدراجات للرجال 2016 ‏ |  |
| |  |

## الفائزون
| الترتيب       | الفائز        |
| ------------- | ------------- |
| الفائز        | أندريه جريبيل |
| الثاني        | ناصر بوهاني   |
| الثالث        | ديلن بيج      |
| تسلق الجبل    | عمر فريل      |
| سباقات السرعة | لويس ماس      |
| مجموعة        | لويس ماس      |
| الفريق        | Roth          |

## وصلات خارجية
- الموقع الرسمي
- تروفيو بالما 2016 على موقع إحصائيات الدراجات الإحترافية (الإنجليزية)
- تروفيو بالما 2016 في موقع Cycling Archives سايكلنج أركايفز